# Tiempo y clima

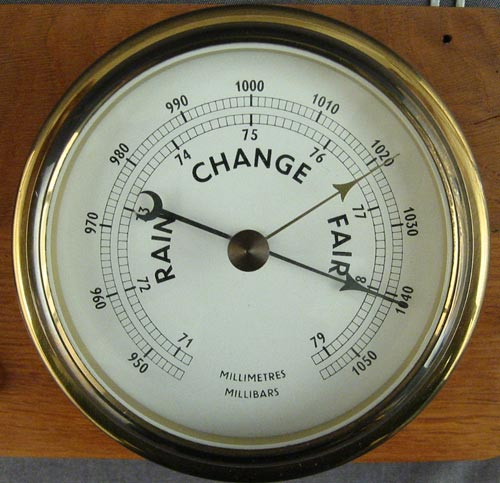
Barómetro aneroide, un instrumento para medir la presión atmosférica. Podemos observar que la mayor presión marcada por el barómetro coincide con el término inglés fair (buen tiempo, anticiclónico, sin nubes o tiempo estable, es decir, sin cambios) mientras que la disminución de la presión indica cambios meteorológicos, tiempo ciclónico o variable (change), con vientos más o menos fuertes y, muchas veces, lluvias (rain) cuya intensidad será mayor cuando menor presión atmosférica indique. Todos estos cambios pueden producirse en cuestión de minutos, horas o, cuanto más, en un par de días. La mayor o menor duración de los cambios se relaciona con la rapidez o lentitud de las variaciones barométricas: a mayor rapidez, los cambios se producen más rápidos y a menor rapidez, serán más lentos. Por regla general, el mal tiempo (vientos y/o lluvia) se produce más bruscamente y la situación anticiclónica de buen tiempo (cielos despejados y ambiente seco sin vientos) tarda más tiempo en desarrollarse.

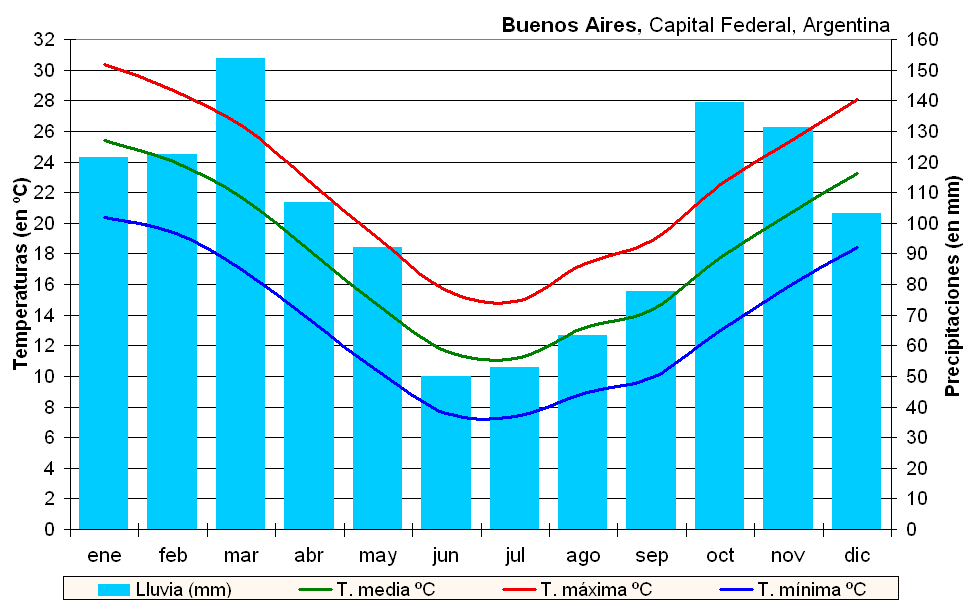
El clima de la ciudad de Buenos Aires (Argentina) representado con los promedios de los datos de lluvias y temperatura obtenidos a lo largo de un largo número de años (los promedios de temperatura están indicados en una línea verde) mientras que los montos pluviométricos mensuales ya son un promedio en sí mismos.

A menudo existe confusión entre tiempo y clima. El tiempo atmosférico o tiempo es el estado de la atmósfera en un sitio particular durante un corto periodo, mientras que el clima se refiere al patrón atmosférico de un sitio durante un periodo largo, lo suficientemente largo para producir promedios significativos, usualmente 30 años. La meteorología estudia el tiempo, mientras que la climatología estudia el clima y ambas son ciencias atmosféricas, variando entre ellas la dimensión temporal y, en mayor o menor grado, la dimensión espacial.

## Diferencias entre tiempo y clima
Los datos atmosféricos de los elementos del clima a escala diaria, mensual o anual se registran, archivan y analizan en los observatorios meteorológicos y sirven de base para establecer los pronósticos del tiempo a corto plazo (horas o pocos días) y el estudio estadístico de los tipos climáticos a largo plazo. 

In the United States, the cold spell generated public debate about whether such events disprove global warming or if, in fact, they are exacerbated or caused by it. However, most climate scientists and meteorologists are wary of drawing such connections between climate and weather, which operate on different time scale.

Como podemos ver en esta cita aparecida en un texto de la NASA, la meteorología y la climatología operan en distintas escalas temporales. Pero, como esa escala temporal sucede en un cuerpo en movimiento como es la Tierra y además, el movimiento de dicho cuerpo se emplea como medida cronológica del tiempo, veremos que dicha medida del tiempo se corresponde también con modificaciones temporales en el espacio: la dinámica fluvial, la dinámica atmosférica, la erosión, la sedimentación, los movimientos en masa y otros muchos fenómenos son procesos que tienen escalas temporales y espaciales que marchan a la par, pero con procesos distintos en cuanto a extensión, duración e intensidad y otras características. Un vídeo de la NASA en Facebook nos muestra esta estrecha relación entre la escala temporal y la espacial en materia de meteorología al hacer referencia a la dinámica atmosférica durante un día de tiempo: la rotación terrestre durante un día y sus efectos en la dinámica atmosférica.

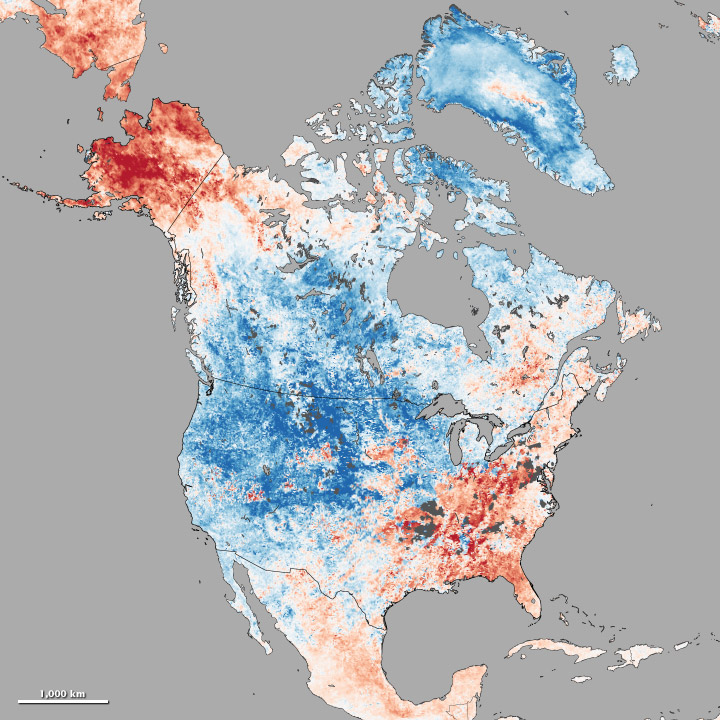
Comparación de las temperaturas promedio de una semana en Norteamérica y Groenlandia, del 3 al 10 de diciembre de 2003, con las mismas fechas en el año 2010. Fuente: NASA

Nota: Esbozo de explicación de los datos indicados en el mapa:
- La imagen satelital hace referencia a una anomalía registrada al comparar los datos térmicos de una semana entre el 3 y el 10 de diciembre de 2003 con los de la misma semana del 2010.
- Podemos ver que la península de Alaska tiene una fuerte anomalía térmica entre los dos años. Ello significa, no que las temperaturas de Alaska sean extremadamente calurosas, sino menos frías. Por ejemplo, si consideramos que los valores climáticos en Alaska tienen promedios entre 25 y 50 °C bajo 0 (promedios obtenidos durante muchos años), tener una semana con 15º menos significaría que dicha temperatura podría estar entre 10 y 35º también bajo 0.
- Pero cuando comparamos unos datos con otros diferentes, vemos que siempre llegan a compensarse de alguna manera, por lo que, aunque los datos excepcionales se lleguen a tomar como indicadores de una variación climática, no lo son en realidad. Ello se podría demostrar con la misma imagen satelital pero comparando las fechas en sentido inverso. Dicho en otros términos: cuando comparamos los datos meteorológicos anómalos de una semana con los datos promediados de treinta o cuarenta años, aunque parezcan muy distintos, en realidad tenderán a desaparecer y hacerse irrelevantes porque esos mismos treinta o cuarenta años absorberán íntegramente todas las anomalías. En resumen: los datos meteorológicos extremos no se pueden comparar con los datos climáticos de una zona determinada porque estos últimos se obtenen de toda la información meteorológica durante una serie de años muy larga que incluye, evidentemente, todas las anomalías en uno u otro sentido, registradas en esa serie de años.

## Elementos

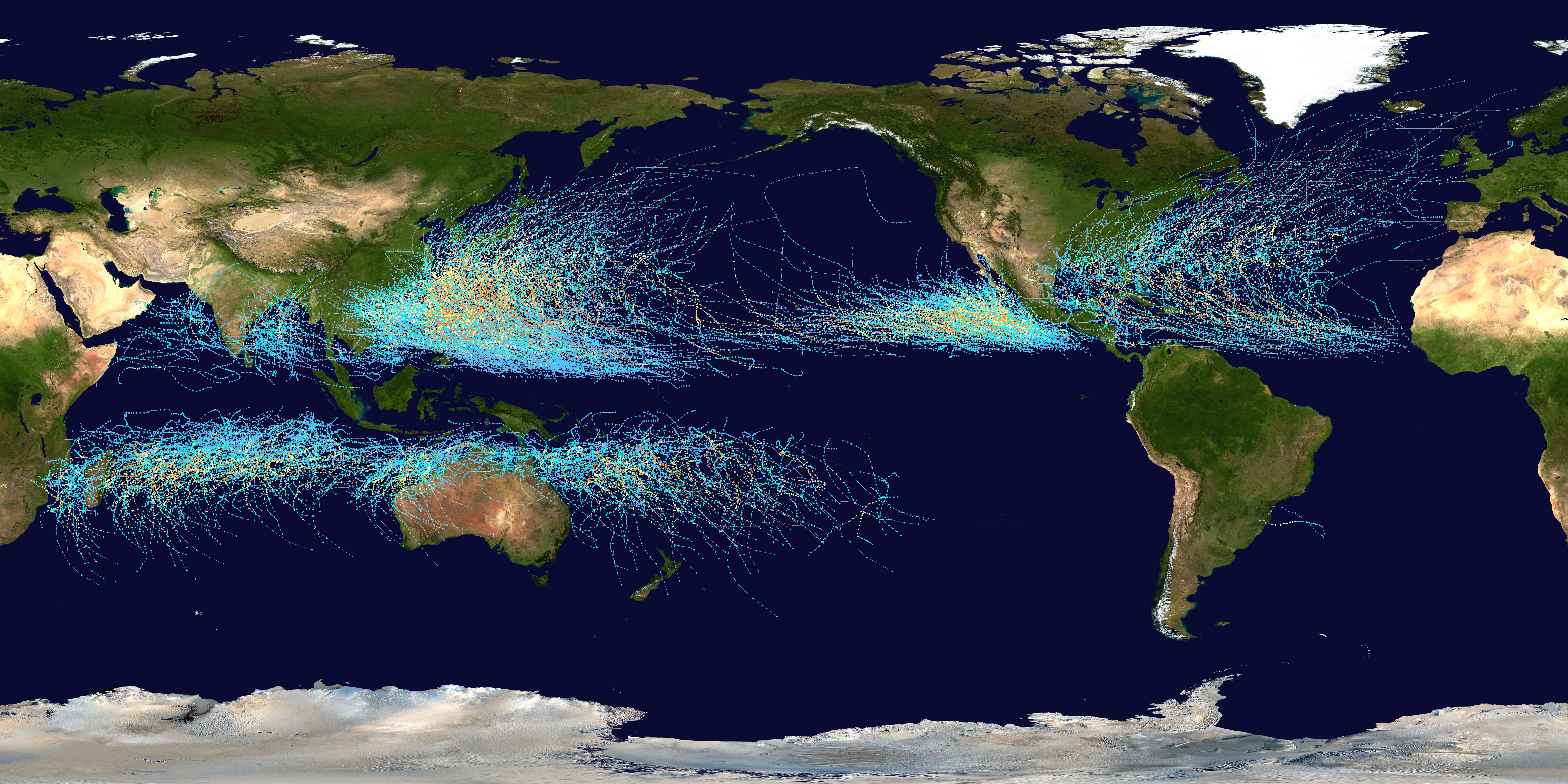
Rutas de los ciclones tropicales entre los años de 1985 y 2005 (20 años).

Hay varios elementos que constituyen el tiempo y clima de una ubicación determinada. Los principales de estos elementos son cinco: temperatura, presión, viento, humedad y precipitación. El análisis de estos elementos puede proporcionar la base para pronosticar el tiempo meteorológico y definir su clima a largo plazo ya que estos mismos elementos conforman la base del estudio climatológico, por supuesto, dentro de una escala de tiempo y espacio mayor a la que tiene la meteorología.
- La temperatura es qué tan caliente o fría está la atmósfera en un lugar dado, cuántos grados está por encima o bajo el punto de congelación, o por encima o por debajo de los valores promedio de dicha temperatura. La temperatura es un factor muy importante en determinar el tiempo porque influye o controla las características de otros elementos del tiempo, como precipitación, humedad, nubes y presión atmosférica.
- La humedad es la cantidad de vapor de agua en la atmósfera. Se indica en valores absolutos (gramos por m³, por ejemplo) o en valores relativos o porcentuales, siendo un valor del 100%, evidentemente, el valor máximo que puede tener una masa de aire que se denomina el punto de rocío, cuando la condensación del vapor de agua se acelera y se producen nubes y, eventualmente, lluvias.
- La precipitación es el producto de un proceso de condensación rápido (si este proceso es lento, solo produce cielos nubosos). Puede incluir nieve, aguanieve, granizo, llovizna y lluvia.
- La presión atmosférica (o presión del aire) es el peso del aire que descansa sobre la superficie de la Tierra en un lugar dado. Se grafica en un mapa atmosférico, a menudo llamado mapa sinóptico, con líneas de igual presión llamadas isobaras. Se mide generalmente con un barómetro aneroide, que nos indica las variaciones de presión traducidas en la estabilidad de la atmósfera (alta presión o anticiclón, con cielos despejados) o la inestabilidad de la misma con vientos y nubes cargadas que pueden originar lluvias o tempestades, de carácter más o menos violento, según sea la intensidad en el valor de descenso o disminución de la presión atmosférica en un lugar dado.
- El viento es el movimiento de las masas de aire, especialmente en la superficie de la Tierra.

## Factores modificadores
Los factores más importantes que modifican el clima son: latitud, altitud, distancia al océano o mar, orientación de cordilleras respecto de los vientos preponderantes, y corrientes marinas.

### La latitud
La latitud es un parámetro que tiene una influencia muy importante sobre la climatología y, especialmente sobre la meteorología de un lugar. Que la latitud influye sobre los tipos climáticos es algo evidente desde que Ptolomeo estableció una diferenciación climática en 7 zonas de acuerdo a su menor o mayor latitud. Los conceptos de  zonas geoastronómicas y climas zonales están relacionados con la importancia de la latitud para el establecimiento de los distintos tipos climáticos.

### La altitud
La altura de los relieves es otro factor que modifica la temperatura, ya que esta desciende 1 °C cada 180 metros de ascenso, aproximadamente. Debido a su altura, las montañas del oeste en Argentina (la Cordillera de los Andes), por ejemplo, hacen que disminuya la temperatura en las cumbres por su altura elevada. 
Las temperaturas también varían por efecto de la continentalidad o distancia al mar.